# دراهانوویتسه
دراهانوویتسه (به چکی: Drahanovice) یک منطقهٔ مسکونی در جمهوری چک است که در ناحیه اولومووتس واقع شده‌است. دراهانوویتسه ۱۳٫۶۶ کیلومتر مربع مساحت و ۱٬۷۱۲ نفر جمعیت دارد و ۳۳۹ متر بالاتر از سطح دریا واقع شده‌است.